# Polnippon Cargo
Polnippon Cargo – polskie linie lotnicze działające w latach 1990-1996 specjalizujące się w przewozach cargo.

## Historia
Linie zostały założone w 1990 przez Ireneusza Sekułę, a koncesję otrzymały w 1991. Wspólnikami spółki poza Sekułą byli Leonard Praśniewski (założyciel m.in. Prywatnego Banku Komercyjnego Leonard S.A.), Piotr Kobyliński i dwa podmioty japońskie. Sekuła był prezesem spółki formalnie do lutego 1994, co wzbudziło kontrowersje, gdyż od grudnia 1993 piastował on stanowisko Prezesa Głównego Urzędu Ceł. We władzach zasiadał także Mieczysław Wilczek.
W 1993 spółka utraciła płynność finansową wskutek niesolidności kontrahentów. Sąd ogłosił upadłość linii w 1994. W wyniku upadłości straty poniósł m.in. bank PKO BP żyrujący jeden z kredytów dla spółki.
Przez cały okres działalności operowały dwoma samolotami Iliuszyn Ił-18D pozyskanymi z narodowego przewoźnika Niemieckiej Republiki Demokratycznej, linii lotniczej Interflug. Według pierwotnych planów linie lotnicze miały operować na połączeniach między Polską a Japonią. Realizowały jednak połączenia cargo na zlecenie m.in. Cenzinu oraz Lloyd Aviation Group. Realizowała również loty humanitarne na zlecenie ONZ, m.in. do Somalii, Afganistanu, Jugosławii i Turcji. Według niepotwierdzonych informacji linie przewoziły również broń, np. do Pakistanu.

## Flota
| Model           | Ilość | Znaki rejestracyjne            | Numer fabryczny     | Poprzedni użytkownik |
| --------------- | ----- | ------------------------------ | ------------------- | -------------------- |
| Iliuszyn Ił-18D | 2     | SP-FNB "Agata" SP-FNC "Hubert" | 186009202 188010903 | Interflug            |